# Tigo Fest
Tigo Fest el gran evento Tigo Music Fest es un espectáculo musical de 8 horas organizado por la empresa de telecomunicaciones Tigo que se lleva a cabo en Ciudad de Guatemala desde el año 2010 entre los meses de marzo y abril. Durante las 4 ediciones se han presentado artistas como Jennifer López, Shakira, Pitbull, Paulina Rubio, Enrique Iglesias, Alejandro Fernández, Maná, Red Hot Chili Peppers y Paul van Dyk, entre otros.

## Edición 2010
La primera edición del Tigo Music Fest se llevó a cabo el 20 de marzo de 2010 en el Estadio Nacional Mateo Flores con un aforo de 30,000 personas aproximadamente, esta edición contó con la presentación de Jennifer Lopez, Marc Anthony, Paulina Rubio, Tito El Bambino, Carlos Baute, Hombres G y Pitbull y a las bandas locales Malacates Trébol Shop y Viento en Contra.

## Edición 2011
La 2.ª edición se llevó a cabo el sábado 9 de abril de 2011, en el Estadio Cementos Progreso, esta edición contó con las presentaciones de Shakira, Don Omar, Franco De Vita, Aleks Syntek, Chino y Nacho, Belanova y los grupos locales El Tambor de la Tribu y Viento en Contra.

## Edición 2012
El 17 de marzo se llevó a cabo la tercera edición del festival, nuevamente en el Estadio Cementos Progreso. Este año se contó con la participación de Alejandro Fernández, Fanny Lu, Enrique Iglesias, Cobra Starship, Joey Montana, Fonseca y Wisin & Yandel.

## Edición 2013
El 9 de marzo se llevó a cabo la 4.ª edición del festival, esta vez llamado Tigo Fest Relouded.  El evento se desarrolló en el Estadio Nacional Mateo Flores y contó con la participación de los artistas locales Flaminia, Bohemia Suburbana, Francis Dávila y los artistas internacionales Maná, Red Hot Chili Peppers y Paul van Dyk.
- Datos: Q6146825